# 12-поверховий будинок Запоріжцивільпроєкту
Проєкт 12-поверхового цегляного житлового будинку розроблений інститутом Запоріжцивільпроєкт у 1968.
Являє собою два об'єми по 6 кроків, що перетинаються на 2 кроки[прояснити]. Довга сторона — це три балкони по два вікна, торцеві сторони мають один або три ряди вікон. Балкон незадимлюваних сходів знаходиться на перетині секцій. Характерною рисою є перепад висот меж секціями в половину поверху і можлива відмінність у поверховості, збільшена до 13 в одній чи двох секціях внаслідок нижнього нежитлового поверху.
Будинки за проєктом побудовані, окрім Запоріжжя, у Херсоні, Бердянську та Львові.

## Галерея

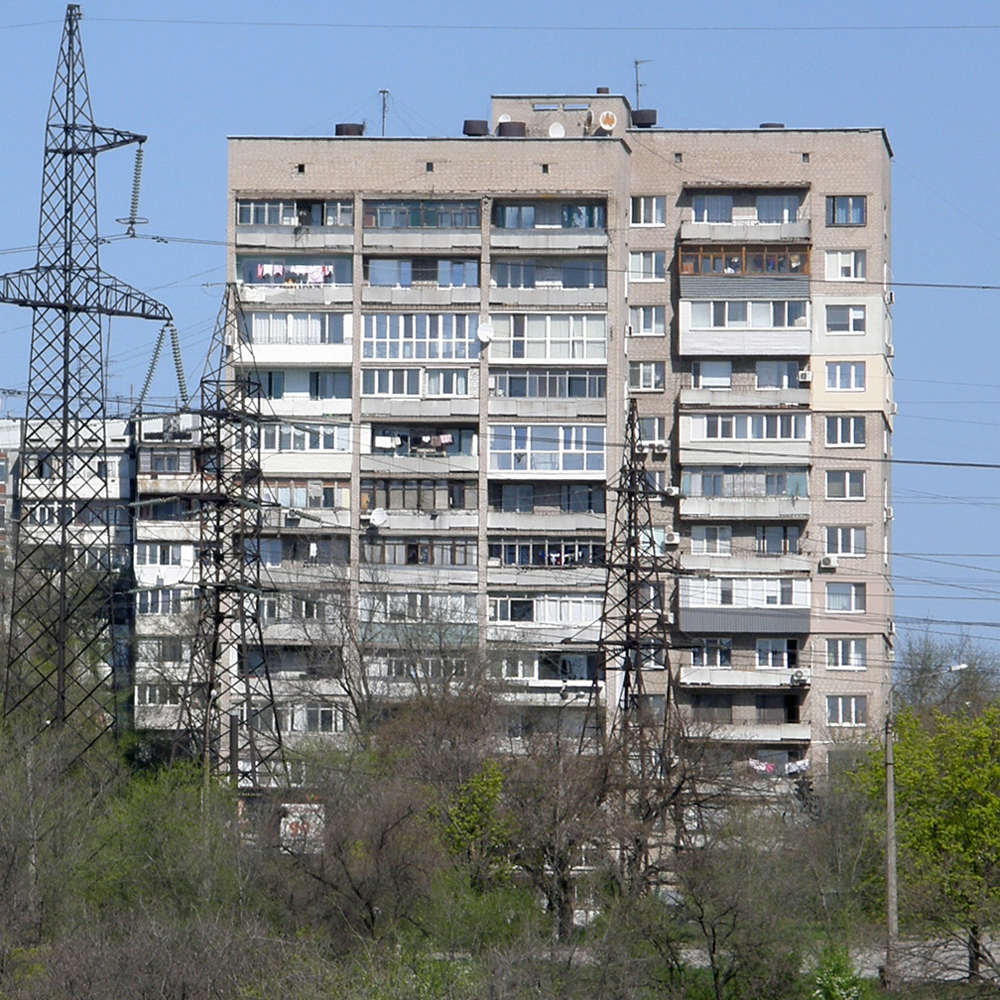
Запоріжжя, вул. Весніна, 1а
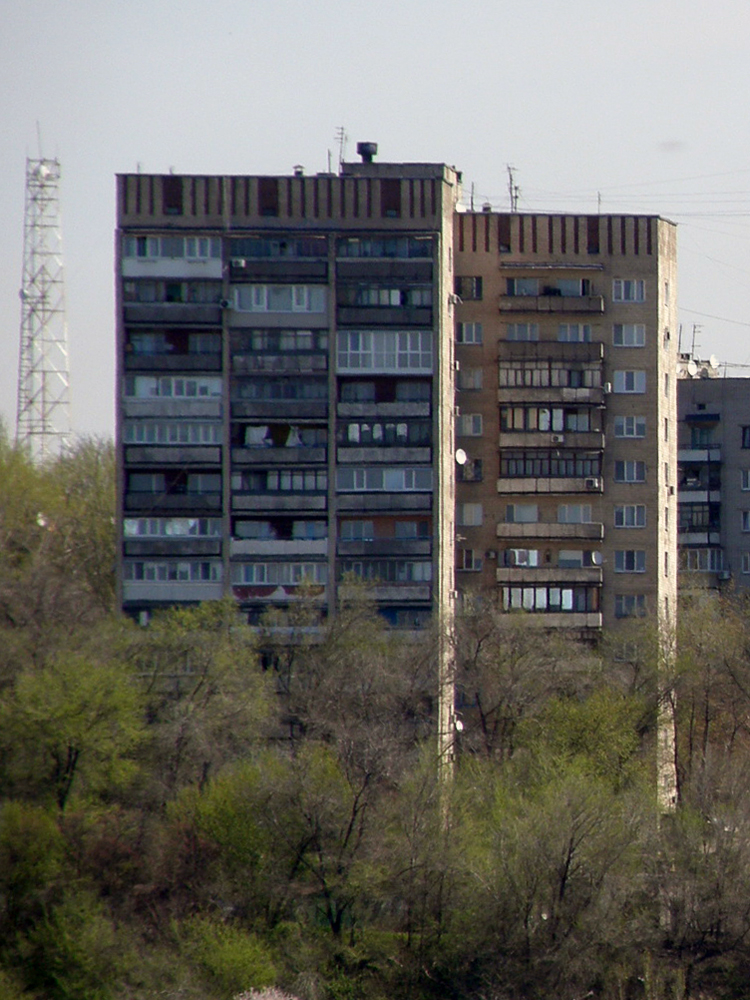
Запоріжжя, вул. Лобановського, 28
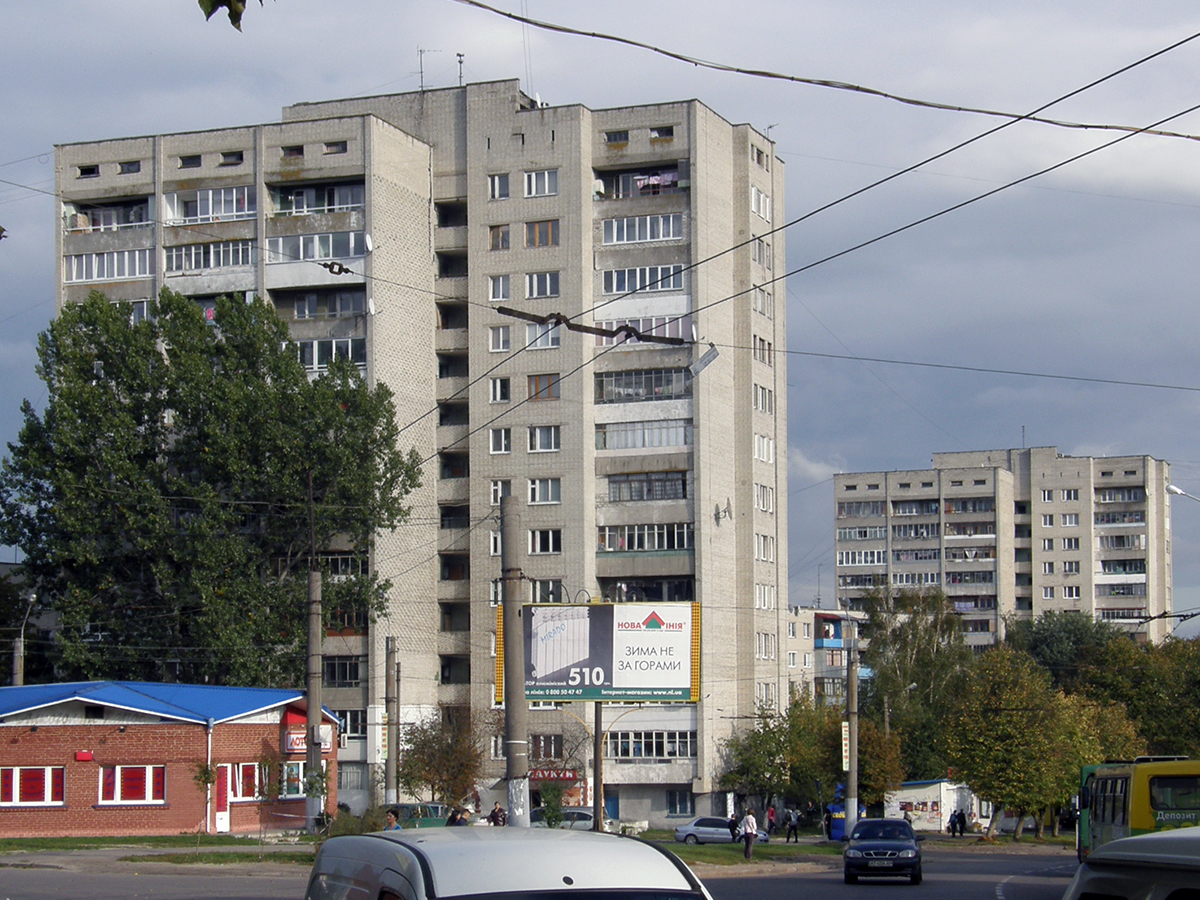
Львів, вул. Грінченка, 6б і 4б
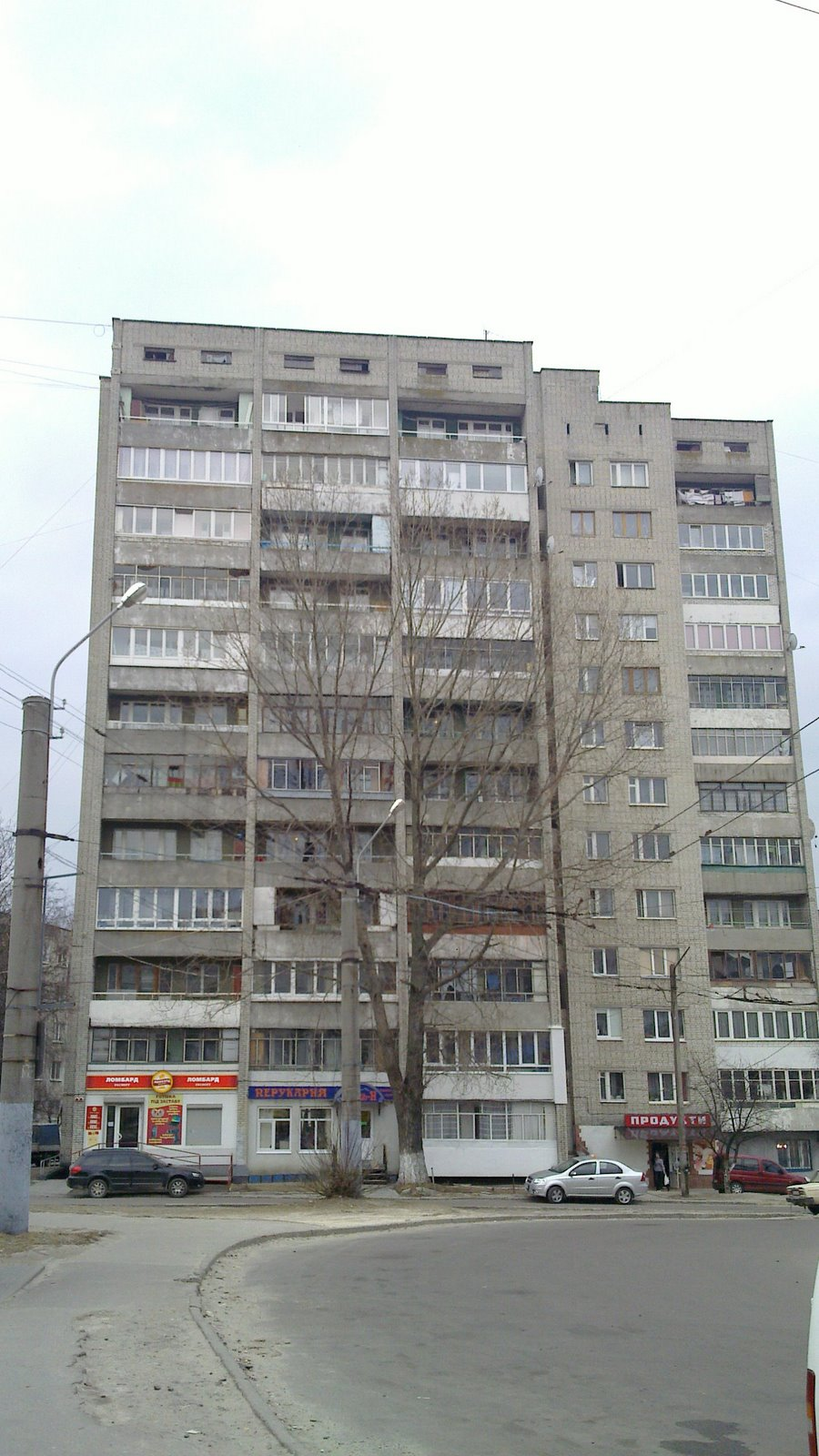
Львів, вул. Грінченка, 6б